# Terrehault
Terrehault település Franciaországban, Sarthe megyében. Lakosainak száma 143 fő (2022. január 1.). Terrehault Courcival, Bonnétable, Briosne-lès-Sables, Jauzé és Rouperroux-le-Coquet községekkel határos.

## Népesség
A település népessége az elmúlt években az alábbi módon változott:
| Lakosok száma | 134  | 133  | 135  | 137  | 139  | 140  | 142  | 143  |
|               | 2013 | 2015 | 2017 | 2018 | 2019 | 2020 | 2021 | 2022 |